# 高塚山古墳 (藤井寺市)
高塚山古墳（たかづかやまこふん）とは、大阪府藤井寺市沢田に所在した古墳時代中期の円墳。世界文化遺産の古市古墳群に含まれる古墳である。

## 概要
仲津山古墳の後円部東側台地上に築かれた古墳で、その陪塚と考えられている。直径49m、高さ6mの規模であり、近鉄南大阪線土師ノ里駅のすぐ北側に所在した。現在の府道堺大和高田線の道路上に位置し、鍋塚古墳（国の史跡「古市古墳群」のうち）とは近接しており、陪塚として並列していたものと考えられる。また長持山古墳（消滅）、唐櫃山古墳（消滅）とも接近した場所にあった。
1954年に道路拡張工事により消滅する前に事前調査が行なわれ、鉄製武器の他、ほぼ原形を保ち紋様や彩色を留めていた漆塗の盾などの遺物が出土している。1985年（昭和60年）に大阪府教育委員会が近鉄線と府道堺大和高田線の間にわずかに残された空き地を調査し、一段目のテラス面とそこに立てられた円筒埴輪列を検出している。これらの調査結果から、築造時期は5世紀前葉と考えられている。

### 内部構造と遺物
内部主体構造は、墳丘中央において、東西方向に主軸をおいた長さ7.5mの粘土槨施設であった。槨内に木棺は残存していなかったが、およそ6.5mばかりの割竹形木棺を納めたものであることが知られた。主体部中央は、盗掘を受けていたが、棺の内外から碧玉製管玉１、ガラス製小玉8、鉄刀・鉄剣14口、鉄鏃約400、鉾11、鍬19、鉄斧28、鑿1、銛4、盾3が出土した。粘土槨の形状から、遺物の配置から、棺の東側に東枕で遺骸が伸展して埋葬されていたと考えられる。盾は粘土槨上と槨外から出土したが、漆膜面の残存状態が比較的よく、全形が確認された一面は、粘土槨外のやや西寄りの位置で検出された。通例の盾が槨上もしくは槨の外斜面に置かれているのに対し、この盾はかなり離れた位置に副葬されていた。盾の全長は1.5m、幅50cm、黒色と赤色による彩色が施され、前面を鋸歯文と綾杉文で飾っていた。盾の面を下にしていたことから裏向けの状態で置かれていたことが確認されている。